# Luftverkehrsgesellschaft

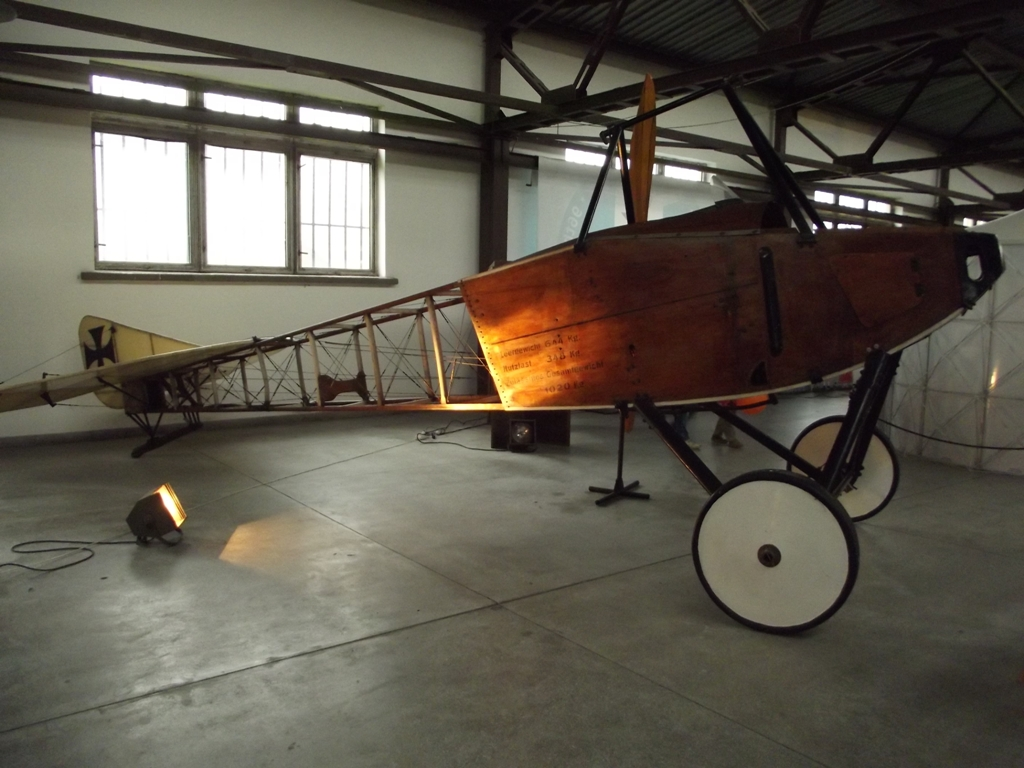
Um exemplar do LVG B.II em exposição.

A Luftverkehrsgesellschaft (LVG) foi uma empresa alemã fundada por Arthur Müller em 1908 com sede em Berlim, como uma empresa de voos turísticos e publicitários, usando dirigíveis do tipo Parseval que acabou se envolvendo, a partir de 1912, no ramo de projeto e construção de aviões.

## Histórico
Envolvida com a fabricação de aviões sob licença da Farman a partir de 1912, ela contratou o suíço Franz Schneider, como engenheiro chefe. Em 1913 ele construiu a primeira versão prática do "mecanismo sincronizador" entre o motor e a metralhadora. Em 1915, esse mecanismo revolucionou os combates aéreos da Primeira Guerra Mundial e expandiram o seu uso, na LVG, ele foi instalado no modelo LVG E.I, que no entanto não foi utilizado.   
Outros projetistas da LVG foram: Rethel, Sabersky-Müssingbrodt, Laitsch e Paul Georg Ehrhardt, que a partir de 1917 se tornou chefe do departamento de pesquisas.
Até 1918, a LVG construiu principalmente aviões de treinamento e reconhecimento de dois lugares, incluindo o LVG C.I, primeiro avião alemão de dois lugares a atuar na frente de batalha, no qual o observador dispunha de uma metralhadora montada num mecanismo giratório que abrangia todo o seu campo de visão. Um dos modelos seguintes, o LVG C.VI, teve mais de 1.000 unidades produzidas com muito sucesso. 
Durante a Primeira Guerra Mundial, a LVG produziu um total de 5.640 aviões, tornando-se a segunda maior produtora de aviões do Reich, logo depois da Albatros. Antes do início do conflito, em 1913, contando com 300 funcionários, a LVG entregou um total de 60 aviões, e continuou expandindo constantemente sua linha de produção nos anos seguintes. Apenas no mês de maio de 1918, já com uma força de trabalho de 3.500 homens, a LVG produziu 174 aviões

## Aviões produzidos

### Desenhos próprios
- LVG B.I - avião de reconhecimento e mais tarde de treinamento
- LVG B.II - avião de reconhecimento e mais tarde de treinamento
- LVG B.III - avião de treinamento
- LVG C.I - primeiro avião com assentos em tandem com metralhadora para o observador (artilheiro)
- LVG C.II - avião de reconhecimento
- LVG C.III - (?)
- LVG C.IV - avião de reconhecimento
- LVG C.V - avião de reconhecimento
- LVG C.VI - mais de 1.000 unidades desse modelo foram produzidas
- LVG C.VIII - apenas protótipo
- LVG C.IX - não foi concluído
- LVG D 10
- LVG D.II - apenas protótipo
- LVG D.III - apenas protótipo
- LVG D.IV - apenas protótipo
- LVG D.V - apenas protótipo
- LVG D.VI - apenas protótipo
- LVG E.I - avião experimental com duas metralhadoras
- LVG G.I - avião bombardeiro triplano projetado pela empresa Schütte-Lanz
- LVG G.II - apenas projeto de estudo da empresa Schütte-Lanz
- LVG G.III - apenas projeto de estudo da empresa Schütte-Lanz
- LVG G.IV - apenas projeto de estudo da empresa Schütte-Lanz
- LVG G.V - versão final do bombardeiro triplano projetado pela empresa Schütte-Lanz mas construído pela LVG, como "Schütte-Lanz G.V"

### Desenhos de terceiros
- Albatros B.II
- Albatros C.II
- Gotha G.IV
- Sablatnig SF 5